# Croatian Bol Ladies Open 2000
Il Croatian Bol Ladies Open 2000 è stato un torneo di tennis giocato sulla terra rossa. È stata la 7ª edizione del torneo, che fa parte della categoria Tier III nell'ambito del WTA Tour 2000. Si è giocato a Bol in Croazia, dal 1° al 7 maggio 2000.

## Campionesse

### Singolare
Tina Pisnik ha battuto in finale  Amélie Mauresmo con il punteggio di 7–6, 7–6.

### Doppio
Julie Halard /  Corina Morariu hanno battuto in finale  Tina Križan /  Katarina Srebotnik con il punteggio di 6–2, 6–2.